# Явдоха Зуїха
Євдокія Микитівна Сивак, більше відома як Явдоха Зуїха (1 березня 1855, Кущинці, Гайсинський повіт — 19 січня 1935, Зятківці, Гайсинський район) — українська народна співачка, фольклористка.
Народилась у кріпацькій сім'ї, була неписьменною.
Володіла феноменальною пам'яттю, хорошим природним голосом і своєрідною манерою виконання.
Фольклорист Гнат Танцюра записав зі слів Явдохи 1008 народних пісень, близько 400 прислів'їв і приказок, 156 казок та інші фольклорно-етнографічні матеріали. Її пісенний репертуар опублікований окремою збіркою.

## Біографія
Народилась 1 березня 1855 року у бідній селянській сім'ї Микити та Тетяни Сивак. Мати Явдохи пиячила та невдовзі, після народження дівчини, померла. Батько, Микита Сивак, віддав своїх старших дочок — Фотину і Харитину заміж, а з найменшою Явдохою залишився господарювати.
В підліткові роки ходила на заробітки, служила у багатіїв як нянька та в пана Равського як наймичка.
З першим коханням не склалося. Хлопця Данила, з яким найбільше спілкувалась, батьки віддали за заможну дівчину.
На 28 році життя Явдоху засватав бідний хлопець Василь Олійник із сусіднього села Гнатівка. З ним вона прожила 30 років та народила 4 дітей (найменша дівчинка померла від голоду). 3 роки прожила Явдоха Зуїха з сином та невісткою, а потім, у 1910 році, віддалася Демедю Жуку з сусіднього села Зятківці. У 1919 році Явдоха стала вдруге вдовою.
Померла 19 січня 1935 року.

## Знайомство із Гнатом Танцюрою
Перша зустріч відбувалася у 1918 році. Мати Гната Танцюри, проспівуючи одну пісню, забула її кінець. Тоді надійшла Явдоха і Гнат Трохимович запитав чи вона знає решту слів у пісні. На що співачка відповіла: «— Де там не знаю? До мене, сину, до мене за піснями. На трьох волових шкурах не спишеш. Я ж їх знаю до гибелі. Вік свій проспівала. Десь-то і долю свою проспівала, що така нещаслива».
Гнат Танцюра став приходити до Зуїхи та записувати пісні, що вона наспівувала. Спочатку жінка почала наспівувати стільки пісень, що фольклорист не встигав записувати. Тому він став занотовувати заголовки пісень. За день зібралось тих заголовків стільки, що після треба було підряд кілька тижнів записувати тексти пісень.
У процесі співу Явдоха пригадувала інші пісні. Їх записували окремо. У фольклористки була неабияка обдарованість створювати асоціації до пісень. Згадавши якусь пісню на самоті, Зуїха, щоб не забути її до приходу Танцюри, складала певні фігурки із трісок, дров, або клала на певному місці хустину чи якусь іншу річ. Перемальовувати у зошит її «нариси» забороняла. Не тільки слова, речення, а й природні звуки й явища — тиха погода, туман, завивання вітру, картини природи, спів пташок, навіть назви тварин, рослин, речей домашнього вжитку, будь-яка робота, — все це допомагало їй пригадати нові пісні.
Смак до пісень у Явдохи був своєрідний. Вона знала багато пісень, але не всі любила. Були пісні, які Явдоха могла співати кілька разів підряд, а були й такі, які й слухати не хотіла, і співала їх лише після тривалих уговорів. Романсів, наприклад, не любила і завжди глузувала з них. Спершу співала «своїх», вибраних на свій смак, улюблених пісень. Всі ці пісні тою чи іншою мірою відбивали пережите нею, особливо про наймитування, бідність та «лиху жіночу долю». Нецікаві, на її думку, пісні залишались «на після». Любовних пісень не хотіла співати, бо не визнавала кохання, вважаючи його чимось «низьким»; пісні про «веселих молодиць» теж співала не без вагання. Обрядові пісні записувались при нагоді: веснянки — весною, купальські — влітку, обжинкові — в жнива, Колядки й щедрівки — зимою, весільні — на весіллях, кумівські — на хрестинах. Так Зуїсі легше було їх пригадати.
Мала феноменальну пам'ять. Всі мелодії, записані від неї ще 10—12 років тому, вона починала в тій же тональності (за камертоном), виконувала за таким ритмом (за метрономом), як і раніш, ніби це було записано вчора. Виконувала Зуїха пісні художньо, з великим почуттям. Вона швидко оволоділа технікою диктування музичної строфи, розбиваючи її на частини. Кожну записану пісню, Гнат Трохимович проспівував їй знову, і співачка надавала правки.
На запис від неї фольклорних матеріалів і перевірку пішло дванадцять років.

## Історія псевдоніма
Коли Явдоха дізналася від Танцюри про паспортизацію пісень під її прізвищем, то відмовилась йому співати. Співачка пояснювала це тим, що фольклорист хоче знеславити її. З слів Зуїхи, люди «будуть читати й співати цих пісень, а тут же є всякі, і будуть судити мене за ними і сміятися».
Євдокія Микитівна вирішила приховати свою причетність до цих пісень під псевдонімом. Обрала цей, тому що її першого чоловіка називали Зуєм (він був на заробітках у місті Зуєво, що під Москвою), а її — Зуїхою.

## Ушанування пам'яті
У 2001 році в с. Зятківці було відкрито перший у світі пам'ятник «Народній пісні жити».
У 2005 році в с. Кущинці встановлено пам'ятник співачці (скульптор П. Лантух).